# Александр Фридрих Гессен-Кассельский
Александр Фридрих Гессен-Кассельский (полное имя — Александр Фридрих Вильгельм Альбрехт Георг фон Гессен) (25 января 1863, Копенгаген — 25 марта 1945, Фронхаузен) — немецкий принц, глава Гессенского дома и титулярный ландграф Гессенский (1888—1925), композитор.

## Биография
Родился в Копенгагене. Второй сын принца Фридриха Вильгельма Гессен-Кассельского (1880—1884), главы Гессенского дома (1875—1884), и его второй жены, принцессы Марии Анны Фридерики Прусской (1836—1918).
Он получил школьное образование в английском интернате St. joseph’s College в районе Аппер-Норвуд (Лондон), затем изучал гуманитарные науки в Марбурге и Лейпциге, закончив их в степени докторанта.

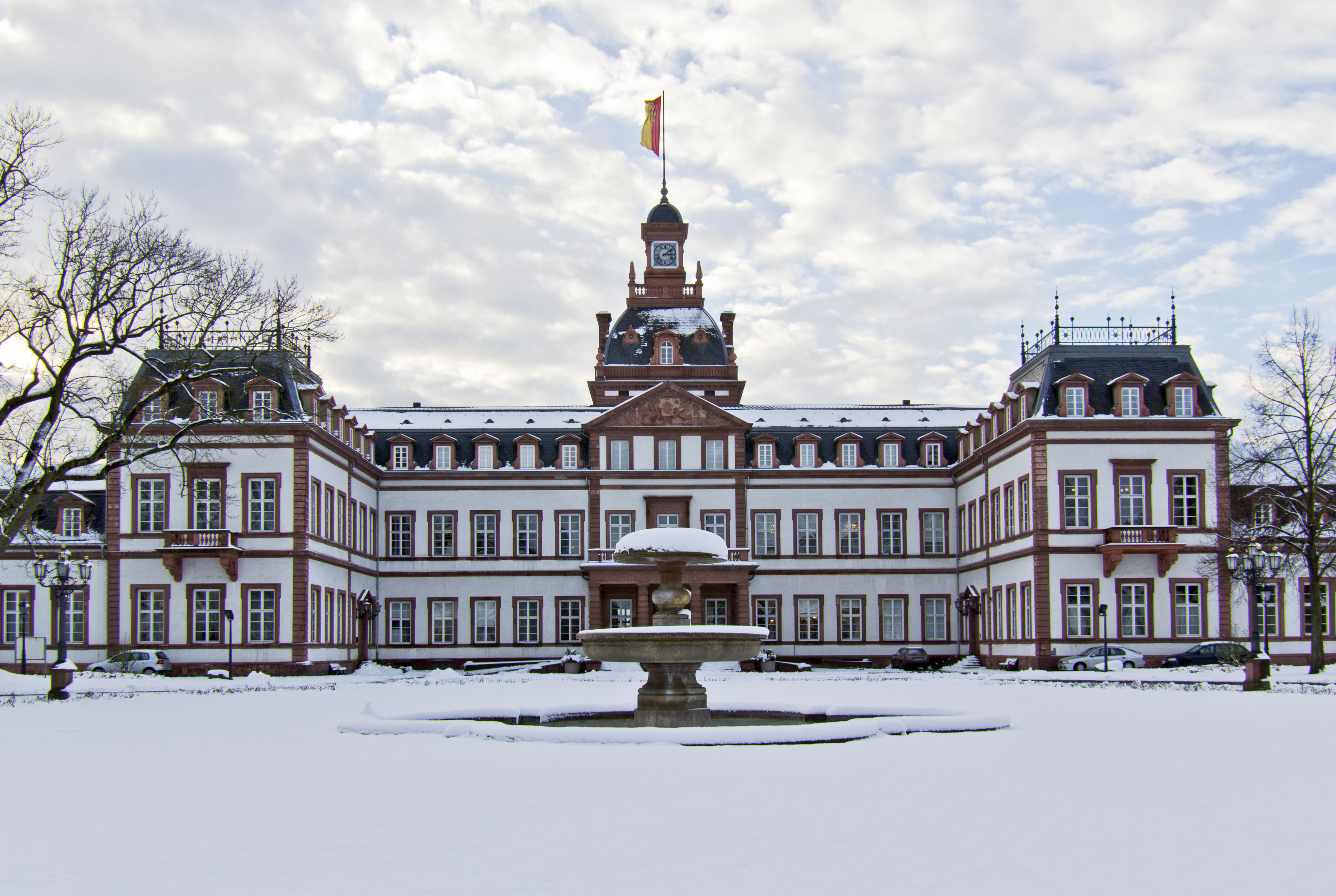
Замок Филиппсруэ

В октябре 1888 года после смерти своего старшего брата Фридриха Вильгельма (1854—1888) слабовидящий Александр Фридрих возглавил Гессенский дом и стал титулярным ландграфом Гессенским. Но в 1925 году Александр отказался от руководства Гессенским домом в пользу своего младшего брата Фридриха Карла (1868—1940).
25 марта 1925 года во Франкфурте Александр Гессен-Кассельский женился морганатическим браком на баронессе Гизеле Штокхорнер фон Штарайн, фрейлине Хильде Люксембургской.
Принц Александр Гессенский любил музыку и искусство, он был спонсором композиторов романтизма и современности. Во Франкфурте-на-Майне, где он с матерью проводили зимние месяцы, они общались с такими художниками, как Иоахим Рафф, Клара Шуман, Энгельберт Хумпердинк и Иоганнес Брамс. Принц поощрял строительство Оперного театра (Старая опера) во Франкфурте-на-Майне.
Александр Фридрих Гессен-Кассельский был последним членом рода, проживавшим в замке Филиппсруэ в Ханау-Кессельштадте.
В городе Ханау-Кессельштадт одна из улиц названа Александрштрассе в честь принца Александра Гессен-Кассельского.